# Circonscription électorale d'Alicante
Ne doit pas être confondu avec Circonscription autonomique d'Alicante.
La circonscription électorale d'Alicante est l'une des cinquante-deux circonscriptions électorales espagnoles utilisées comme divisions électorales pour les élections générales espagnoles.
Elle correspond géographiquement à la province d'Alicante.

## Historique
Elle est instaurée en 1977 par la loi pour la réforme politique puis confirmée avec la promulgation de la Constitution espagnole qui précise à l'article 68 alinéa 2 que chaque province constitue une circonscription électorale.

## Congrès des députés

### Synthèse
|                 |       | 1977 | 1979 | 1982 | 1986 | 1989 | 1993 | 1996 | 2000 | 2004 | 2008 | 2011 | 2015 | 2016 | 04/19 | 11/19 | 2023 |
| --------------- | ----- | ---- | ---- | ---- | ---- | ---- | ---- | ---- | ---- | ---- | ---- | ---- | ---- | ---- | ----- | ----- | ---- |
| UCD             |       | 4    | 4    |      |      |      |      |      |      |      |      |      |      |      |       |       |      |
| AP & alliés     |       |      |      | 3    | 3    |      |      |      |      |      |      |      |      |      |       |       |      |
| CDS             |       |      |      |      | 1    | 1    |      |      |      |      |      |      |      |      |       |       |      |
| PCE             |       | 1    | 1    |      |      |      |      |      |      |      |      |      |      |      |       |       |      |
| IU              |       |      |      |      |      | 1    | 1    | 1    |      |      |      |      |      |      |       |       |      |
| PSOE            |       | 4    | 4    | 6    | 6    | 5    | 4    | 5    | 4    | 5    | 5    | 4    | 3    | 2    | 4     | 4     | 4    |
| PP              |       |      |      |      |      | 3    | 5    | 5    | 7    | 6    | 7    | 8    | 4    | 5    | 3     | 3     | 5    |
| És el moment    |       |      |      |      |      |      |      |      |      |      |      |      | 3    |      |       |       |      |
| A la valenciana |       |      |      |      |      |      |      |      |      |      |      |      |      | 3    |       |       |      |
| Cs              |       |      |      |      |      |      |      |      |      |      |      |      | 2    | 2    | 2     | 1     |      |
| UP              |       |      |      |      |      |      |      |      |      |      |      |      |      |      | 2     | 1     |      |
| Vox             |       |      |      |      |      |      |      |      |      |      |      |      |      |      | 1     | 3     | 2    |
| Sumar           |       |      |      |      |      |      |      |      |      |      |      |      |      |      |       |       | 1    |
|                 |       |      |      |      |      |      |      |      |      |      |      |      |      |      |       |       |      |
| Total           | Total | 9    | 9    | 9    | 10   | 10   | 10   | 11   | 11   | 11   | 12   | 12   | 12   | 12   | 12    | 12    | 12   |

### 1977
| Parti | Parti | Députés                                                                                            |
| ----- | ----- | -------------------------------------------------------------------------------------------------- |
| PSOE  |       | Asunción Cruañes Molina, Joaquín Fúster Pérez, Antonio García Miralles, Inmaculada Sabater Llorens |
| UCD   |       | José Luis Barceló Rodríguez, Joaquín Galant Ruiz, Luis Gámir, Francisco Zaragoza Gomis             |
| PCE   |       | Pilar Brabo Castells                                                                               |

- Inmaculada Sabater (PSOE) est remplacé en octobre 1978 par Luis Jiménez Morel.
- Francisco Zaragoza (UCD) est remplacé en janvier 1978 par Juan Rodríguez Marín.

### 1979
| Parti | Parti | Députés                                                                                        |
| ----- | ----- | ---------------------------------------------------------------------------------------------- |
| PSOE  |       | Asunción Cruañes Molina, Ángel Franco Gútiez, Antonio García Miralles, Antonio Torres Salvador |
| UCD   |       | Luis Berenguer Fuster, Joaquín Galant Ruiz, Luis Gámir, Francisco Zaragoza Gomis               |
| PCE   |       | Pilar Brabo Castells                                                                           |

### 1982
| Parti  | Parti | Députés |
| ------ | ----- | --- |
| PSOE   |       | Luis Berenguer Fuster, José Vicente Beviá Pastor, Jorge Francisco Cremades Sena, Asunción Cruañes Molina, Antonio García Miralles, María Rosa Verdú Alonso |
| AP-PDP |       | Angel Castroviejo Calvo, Juan Antonio Montesinos García, Vicente Ramos Pérez                                                                               |

- Antonio García Miralles est remplacé en avril 1983 par José Joaquín Moya Esquiva.

### 1986
| Parti | Parti | Députés |
| ----- | ----- | --- |
| PSOE  |       | Luis Berenguer Fuster, José Vicente Beviá Pastor, Jorge Francisco Cremades Sena, Asunción Cruañes Molina, Ángel Luna González, Manuel Rodríguez Maciá |
| CP    |       | José Cholbi Diego, Juan Antonio Montesinos García, Juan Rovira Tarazona                                                                               |
| CDS   |       | Rafael Martínez-Campillo García |

### 1989
| Parti | Parti | Députés |
| ----- | ----- | --- |
| PSOE  |       | Luis Berenguer Fuster, José Vicente Beviá Pastor, Asunción Cruañes Molina, Ángel Luna González, María Teresa Sempere Jaén |
| PP    |       | José Cholbi Diego, Federico Trillo, Juan Antonio Montesinos García                                                        |
| IU    |       | Narcís Vázquez Romero |
| CDS   |       | Rafael Martínez-Campillo García                                                                                           |

- Juan Antonio Montesinos García est remplacé en juin 1991 par Luis Fernando Cartagena Travesedo.
- Ángel Luna est remplacé en octobre 1991 par Jorge Francisco Cremades Sena.

### 1993
| Parti | Parti | Députés                                                                                                  |
| ----- | ----- | --- |
| PP    |       | Luis Fernando Cartagena Travesedo, José Cholbi Diego, Julio de España, Diego Such Pérez, Federico Trillo |
| PSOE  |       | Luis Berenguer Fuster, José Vicente Beviá Pastor, Alberto Pérez Ferré, María Teresa Sempere Jaén         |
| IU    |       | Narcís Vázquez Romero                                                                                    |

- Luis Berenguer Fuster est remplacé en juillet 1993 par Jorge Francisco Cremades Sena.
- Luis Fernando Cartagena Travesedo est remplacé en juin 1995 par María del Carmen Díaz Villanueva.
- José Cholbi Diego est remplacé en juin 1995 par Eduardo García de Sola.
- Julio de España est remplacé en novembre 1993 par Francisco Vicente Murcia Barceló.
- Diego Such Pérez est remplacé en juin 1995 par José Miguel Saval Pérez.

### 1996
| Parti | Parti | Députés |
| ----- | ----- | --- |
| PP    |       | Antonio María Aragonés Lloret, María Isabel Díez de la Lastra Barbadillo, Francisco Vicente Murcia Barceló, María Enriqueta Seller Roca de Togores, Federico Trillo |
| PSOE  |       | María Luisa Bartolomé Núñez, José Vicente Beviá Pastor, Alberto Pérez Ferré, Josep Sanus Tormo, Pedro Solbes                                                        |
| IU    |       | Manuel Francisco Alcaraz Ramos |

- Josep Sanus Tormo est remplacé en juillet 1999 par Elena Irene Martín Crevillén.
- Pedro Solbes est remplacé en septembre 1999 par Juan Pascual Azorín Soriano.

### 2000
| Parti | Parti | Députés |
| ----- | ----- | --- |
| PP    |       | Miguel Antonio Campoy Suárez, María Isabel Díez de la Lastra Barbadillo, María Amparo Ferrando Sendra, Íñigo Herrera Martínez de Campos, Francisco Vicente Murcia Barceló, María Enriqueta Seller Roca de Togores, Federico Trillo |
| PSOE  |       | Justo González Serna, Leire Pajín, Juana Serna Masiá, Clemencia Torrado Rey |

### 2004
| Parti | Parti | Députés |
| ----- | ----- | --- |
| PP    |       | Miguel Antonio Campoy Suárez, Íñigo Herrera Martínez de Campos, Macarena Montesinos de Miguel, Francisco Vicente Murcia Barceló, María Enriqueta Seller Roca de Togores, Federico Trillo |
| PSOE  |       | Herick Campos, Carlos González Serna, Agustín Jiménez Pérez, Leire Pajín, Juana Serna Masiá                                                                                              |

- Leire Pajín est remplacée en mai 2004 par Clemencia Torrado Rey.
- Íñigo Herrera Martínez de Campos est remplacé en février 2006 par María Amparo Ferrando Sendra.

### 2008
| Parti | Parti | Députés |
| ----- | ----- | --- |
| PP    |       | Federico Trillo, Adela Pedrosa, Miguel Ignacio Peralta Viñes, Macarena Montesinos de Miguel, Francisco Vicente Murcia Barceló, Mercedes Alonso García, Miguel Antonio Campoy Suárez |
| PSOE  |       | Bernat Soria, Leire Pajín, Juana Serna Masiá, Carlos González Serna, Herick Campos                                                                                                  |

- Leire Pajín (PSOE) est remplacée en avril 2008 par José Guillermo Bernabeu Pastor.
- Mercedes Alonso (PP) est remplacée en octobre 2008 par María Enriqueta Seller Roca de Togores.
- Miguel Campoy (PP) est remplacé en novembre 2008 par María Amparo Ferrando Sendra.
- Bernat Soria (PSOE) est remplacé en novembre 2009 par Vicenta Tortosa Urrea.

### 2011
| Parti | Parti | Députés |
| ----- | ----- | --- |
| PP    |       | Federico Trillo, Gerardo Camps Devesa, Macarena Montesinos de Miguel, Mario Francisco José Flores Lanuza, Míriam Blasco Soto, Santiago Martínez Rodríguez, José López Garrido, María Amparo Ferrando Sendra |
| PSOE  |       | Leire Pajín, Federico Buyolo García, Gabriel Echávarri, Herick Campos |

- Leire Pajín est remplacée en juillet 2012 par Patricia Blanquer.
- Federico Buyolo est remplacé en juillet 2015 par Baltasar Ortiz Gutiérrez.
- Gabriel Echávarri est remplacé en juin 2015 par Rufino Selva Guerrero.
- Federico Trillo est remplacé en mai 2012 par Julia de Micheo Carrillo-Albornoz.

### 2015
| Parti        | Parti | Députés                                                                                                  |
| ------------ | ----- | --- |
| PP           |       | José Manuel García-Margallo, Loreto Cascales Martínez, Joaquín Albaladejo Martínez, Gerardo Camps Devesa |
| És el moment |       | Rita Bosaho, Ignasi Candela Serna, Rubén Martínez Dalmau                                                 |
| PSOE         |       | Julián López Milla, Patricia Blanquer, Herick Campos                                                     |
| Cs           |       | Marta Martín Llaguno, José Cano Fuster                                                                   |

### 2016
| Parti           | Parti | Députés |
| --------------- | ----- | --- |
| PP              |       | José Manuel García-Margallo, Loreto Cascales Martínez, Joaquín Albaladejo Martínez, Gerardo Camps Devesa, María Dolores Alba Mullor |
| A la valenciana |       | Rita Bosaho, Ignasi Candela Serna, Txema Guijarro                                                                                   |
| PSOE            |       | Julián López Milla, Patricia Blanquer                                                                                               |
| Cs              |       | Marta Martín Llaguno, José Cano Fuster                                                                                              |

- Julián López (PSOE) est remplacé en novembre 2017 par Herick Campos.

### Avril 2019
| Parti | Parti | Députés                                                                       |
| ----- | ----- | ----------------------------------------------------------------------------- |
| PSOE  |       | Pedro Duque, Patricia Blanquer, Alejandro Soler Mur, Yolanda Seva Ruiz        |
| PP    |       | César Sánchez Pérez, Macarena Montesinos de Miguel, Agustín Almodóbar Barceló |
| Cs    |       | Marta Martín Llaguno, Ignacio López-Bas Valero                                |
| UP    |       | Txema Guijarro, María Teresa Pérez Díaz                                       |
| Vox   |       | Manuel Mestre Barea                                                           |

### Novembre 2019
| Parti | Parti | Députés                                                                       |
| ----- | ----- | ----------------------------------------------------------------------------- |
| PSOE  |       | Pedro Duque, Patricia Blanquer, Alejandro Soler Mur, Yolanda Seva Ruiz        |
| PP    |       | César Sánchez Pérez, Macarena Montesinos de Miguel, Agustín Almodóbar Barceló |
| Vox   |       | Manuel Mestre Barea, José María Sánchez García, Eduardo Luís Ruiz Navarro     |
| UP    |       | Txema Guijarro                                                                |
| Cs    |       | Marta Martín Llaguno                                                          |

- Pedro Duque (PSOE) est remplacé en février 2020 par Lázaro Azorín Salar.
- Marta Martín (Cs) est remplacée en avril 2021 par Ignacio López-Bas Valero.

### 2023
| Parti | Parti | Députés |
| ----- | ----- | --- |
| PP    |       | Macarena Montesinos de Miguel, Joaquín Melgarejo Moreno, Julia Parra Aparicio, César Sánchez Pérez, Sandra Pascual Rocamora |
| PSOE  |       | Alejandro Soler Mur, Patricia Blanquer, Lázaro Azorín Salar, María Araceli Poblador Pacheco                                 |
| Vox   |       | David García Gomis, José María Sánchez García                                                                               |
| Sumar |       | Txema Guijarro |

## Sénat

### Synthèse
|             |       | 1977 | 1979 | 1982 | 1986 | 1989 | 1993 | 1996 | 2000 | 2004 | 2008 | 2011 | 2015 | 2016 | 04/19 | 11/19 | 2023 |
| ----------- | ----- | ---- | ---- | ---- | ---- | ---- | ---- | ---- | ---- | ---- | ---- | ---- | ---- | ---- | ----- | ----- | ---- |
| UCD         |       | 1    | 1    |      |      |      |      |      |      |      |      |      |      |      |       |       |      |
| AP & alliés |       |      |      | 1    | 1    |      |      |      |      |      |      |      |      |      |       |       |      |
| PSOE        |       | 3    | 3    | 3    | 3    | 3    | 1    | 1    | 1    | 1    | 1    | 1    | 1    |      | 3     | 2     | 1    |
| PP          |       |      |      |      |      | 1    | 3    | 3    | 3    | 3    | 3    | 3    | 3    | 3    | 1     | 2     | 3    |
| Podemos     |       |      |      |      |      |      |      |      |      |      |      |      |      | 1    |       |       |      |
|             |       |      |      |      |      |      |      |      |      |      |      |      |      |      |       |       |      |
| Total       | Total | 4    | 4    | 4    | 4    | 4    | 4    | 4    | 4    | 4    | 4    | 4    | 4    | 4    | 4     | 4     | 4    |

### 1977
| Parti | Parti | Sénateurs                                                               |
| ----- | ----- | ----------------------------------------------------------------------- |
| PSOE  |       | Justo Martínez Amutio, Salvador Moragues Berto, José María Ruiz Ramírez |
| UCD   |       | Roque Calpena Giménez                                                   |

### 1979
| Parti | Parti | Sénateurs                                                                  |
| ----- | ----- | -------------------------------------------------------------------------- |
| PSOE  |       | Julián Andúgar Ruiz, José Vicente Beviá Pastor, José Vicente Mateo Navarro |
| UCD   |       | Roque Calpena Giménez                                                      |

- Julián Andúgar Ruiz, mort en fonctions le 13 septembre 1977, est remplacé par Alberto Javier Pérez Ferré.

### 1982
| Parti  | Parti | Sénateurs                                                           |
| ------ | ----- | ------------------------------------------------------------------- |
| PSOE   |       | Ángel Franco Gútiez, Arturo Lizón Giner, Alberto Javier Pérez Ferré |
| AP-PDP |       | José Cremades Mellado                                               |

### 1986
| Parti | Parti | Sénateurs                                                           |
| ----- | ----- | ------------------------------------------------------------------- |
| PSOE  |       | Ángel Franco Gútiez, Arturo Lizón Giner, Alberto Javier Pérez Ferré |
| CP    |       | Miguel Barceló Pérez                                                |

### 1989
| Parti | Parti | Sénateurs                                                           |
| ----- | ----- | ------------------------------------------------------------------- |
| PSOE  |       | Ángel Franco Gútiez, Arturo Lizón Giner, Alberto Javier Pérez Ferré |
| PP    |       | Miguel Barceló Pérez                                                |

### 1993
| Parti | Parti | Sénateurs                                                                   |
| ----- | ----- | --------------------------------------------------------------------------- |
| PP    |       | Miguel Barceló Pérez, Laura Martínez Berenguer, José Joaquín Ripoll Serrano |
| PSOE  |       | Ángel Franco Gútiez                                                         |

- Miguel Barceló Pérez est remplacé en septembre 1993 par Miguel Ortiz Zaragoza.
- José Joaquín Ripoll Serrano est remplacé en juillet 1995 par Juan Antonio Rodríguez Marín.

### 1996
| Parti | Parti | Sénateurs                                                            |
| ----- | ----- | -------------------------------------------------------------------- |
| PP    |       | Miguel Barceló Pérez, Vicente Magro Servet, Laura Martínez Berenguer |
| PSOE  |       | Ángel Franco Gútiez                                                  |

- Vicente Magro Servet est remplacé en septembre 1997 par María Inmaculada de España Moya.

### 2000
| Parti | Parti | Sénateurs                                                                 |
| ----- | ----- | ------------------------------------------------------------------------- |
| PP    |       | Miguel Barceló Pérez, Míriam Blasco Soto, María Inmaculada de España Moya |
| PSOE  |       | Ángel Franco Gútiez                                                       |

- Ángel Antonio Franco Gutiez est remplacé en octobre 2003 par Fernando Ruiz García.

### 2004
| Parti | Parti | Sénateurs                                                                 |
| ----- | ----- | ------------------------------------------------------------------------- |
| PP    |       | Miguel Barceló Pérez, Míriam Blasco Soto, María Inmaculada de España Moya |
| PSOE  |       | Juan Pascual Azorín Soriano                                               |

### 2008
| Parti | Parti | Sénateurs                                                       |
| ----- | ----- | --------------------------------------------------------------- |
| PP    |       | Miguel Barceló Pérez, Míriam Blasco Soto, Miguel Ortiz Zaragoza |
| PSOE  |       | Juan Pascual Azorín Soriano                                     |

- Miguel Barceló Pérez est remplacé en octobre 2008 par Agustín Almodóbar Barceló.

### 2011
| Parti | Parti | Sénateurs                                                                      |
| ----- | ----- | ------------------------------------------------------------------------------ |
| PP    |       | Miguel Antonio Campoy Suárez, Agustín Almodóbar Barceló, Virginia Romero Bañón |
| PSOE  |       | Encarnación Llinares Cuesta                                                    |

### 2015
| Parti | Parti | Sénateurs                                                          |
| ----- | ----- | ------------------------------------------------------------------ |
| PP    |       | Agustín Almodóbar Barceló, Asunción Sánchez Zaplana, Adela Pedrosa |
| PSOE  |       | Encarnación Llinares Cuesta                                        |

### 2016
| Parti   | Parti | Sénateurs                                                          |
| ------- | ----- | ------------------------------------------------------------------ |
| PP      |       | Agustín Almodóbar Barceló, Asunción Sánchez Zaplana, Adela Pedrosa |
| Podemos |       | Vicenta Jiménez García                                             |

### Avril 2019
| Parti | Parti | Sénateurs                                                           |
| ----- | ----- | ------------------------------------------------------------------- |
| PSOE  |       | José Asensi Sabater, Ana Martínez Zaragoza, Carlos Giménez Bertomeu |
| PP    |       | Pablo Ruz Villanueva                                                |

### Novembre 2019
| Parti | Parti | Sénateurs                                  |
| ----- | ----- | ------------------------------------------ |
| PP    |       | Pablo Ruz Villanueva, Adela Pedrosa        |
| PSOE  |       | José Asensi Sabater, Ana Martínez Zaragoza |

### 2023
| Parti | Parti | Sénateurs                                                               |
| ----- | ----- | ----------------------------------------------------------------------- |
| PP    |       | Eva Ortiz Vilella, Agustín Almodóbar Barceló, María Dolores Esteve Juan |
| PSOE  |       | Ana Martínez Zaragoza                                                   |